# Рабровачко језеро
Рабровачко језеро се налази у селу Рабровац, на територији београдске општине Младеновац. Удаљено је 12 километра од Младеновца и 70 километара од Београда.
Настало је 1970-их година прошлог века, као вештачка акумулација, подизањем бране на потоку Трстена, који пролази кроз село. Дугачко 780, широко око 160 метара и најдубље је од свих београдских језера. На неким местима његова дубина износи и до 20 метара. Површине је око 10 хектара. Налази се на надморској висини од 180 метара.
Обилује рибом, а најзаступљенији су шаран, амур, деверика. Окружено је листопадним шумарцима.
Нема изграђену пратећу инфраструктуру и углавном се користи за риболов и за наводњавање, околних башти и напајање стоке. Због тога је урађен и усвојен пројекат изградње туристичко-пољопривредног комплекса на овом језеру. Пројектом је предвиђено уређење обале као и изградња угоститељских објеката, а у плану је и да се пореде језера направи мали спортски комплекс.